# 日本国憲法第58条
日本国憲法 第58条（にほんこく（にっぽんこく）けんぽう だい58じょう）は、日本国憲法の第4章にある条文で、議院の役員の選任、議院規則、懲罰について規定している。

## 条文
日本国憲法、e-Gov法令検索

第五十八条
1. 両議院は、各々その議長その他の役員を選任する。
2. 両議院は、各々その会議その他の手続及び内部の規律に関する規則を定め、又、院内の秩序をみだした議員を懲罰することができる。但し、議員を除名するには、出席議員の三分の二以上の多数による議決を必要とする。

## 解説
第2項は議員懲罰権について定めているが、ここでいう懲罰とは、各議院が組織体としての秩序を維持し、その機能の運営を円滑にするために自律的に科すものである。そしてこの趣旨から、議院が議員を懲罰し得る場合を「院内の秩序をみだした」ときに限定している（懲罰事犯）。

## 沿革

### 大日本帝国憲法
東京法律研究会 p.11

第五十一條兩議院ハ此ノ憲法及議院法ニ掲クルモノヽ外内部ノ整理ニ必要ナル諸規則ヲ定ムルコトヲ得

### GHQ草案
「GHQ草案」、国立国会図書館「日本国憲法の誕生」

#### 日本語
第五十一条国会ハ議長及其ノ他役員ヲ選定スヘシ国会ハ議事規則ヲ定メ並ニ議員ヲ無秩序ナル行動ニ因リ処罰及除名スルコトヲ得議員除名ノ動議有リタル場合ニ之ヲ実行セントスルトキハ出席議員ノ三分ノ二ヨリ少カラサル者ノ賛成ヲ要ス

#### 英語
Article LI.The Diet shall choose its presiding officer and other officials. It may determine the rules of its proceedings, punish members for disorderly behavior and expel them. On a motion for expulsion of a member a vote of not less than two-thirds of the members present shall be required to effect such expulsion.

### 憲法改正草案要綱
「憲法改正草案要綱」、国立国会図書館「日本国憲法の誕生」

第五十三
両議院ハ各々議長其ノ他ノ役員ヲ選任スルコト
両議院ハ各々其ノ会議及議事ニ関スル規則ヲ定メ議員ニシテ紀律ヲ紊ルモノアルトキハ之ヲ処罰スルコトヲ得ルコト但シ議員ヲ除名スルニハ出席議員三分ノ二以上ノ多数ヲ以テ議決ヲ為スコトヲ要スルコト

### 憲法改正草案
「憲法改正草案」、国立国会図書館「日本国憲法の誕生」

第五十四条
両議院は、各々その議長その他の役員を選任する。
両議院は、各々その会議その他の手続及び内部の規律に関する規則を定め、院内の秩序をみだした議員を懲罰することができる。但し、議員を除名するには、出席議員の三分の二以上の多数による議決を必要とする。

### 帝国憲法改正案
「帝国憲法改正案」、国立国会図書館「日本国憲法の誕生」

第五十四条
両議院は、各々その議長その他の役員を選任する。
両議院は、各々その会議その他の手続及び内部の規律に関する規則を定め、又、院内の秩序をみだした議員を懲罰することができる。但し、議員を除名するには、出席議員の三分の二以上の多数による議決を必要とする。